# Ding Meiyuan
Ding Meiyuan (chiń. 丁美媛; pinyin Dīng Měiyuàn; ur. 27 lutego 1979 w Dalian) – chińska sztangistka startująca w kategorii +75 kg, mistrzyni olimpijska oraz podwójna mistrzyni świata.